# Giulianova Calcio 1984-1985
Questa pagina raccoglie le informazioni riguardanti il Giulianova Calcio nelle competizioni ufficiali della stagione 1984-1985.

## Rosa
| N. |                   | Ruolo | Calciatore               |
| -- | ----------------- | ----- | ------------------------ |
|    | Italia (bandiera) | C     | Marco Bellagamba         |
|    | Italia (bandiera) | D     | Lucinao Bellaspica       |
|    | Italia (bandiera) | D     | Adamo Bruni              |
|    | Italia (bandiera) | D     | Marco Carrozzo           |
|    | Italia (bandiera) | A     | Roberto Cesati           |
|    | Italia (bandiera) | D     | Lino Ciarocchi           |
|    | Italia (bandiera) | A     | Armando Coletta          |
|    | Italia (bandiera) | C     | Tiziano De Patre         |
|    | Italia (bandiera) | P     | Fabio Di Addezio         |
|    | Italia (bandiera) | D     | Alfredo Di Massimantonio |
|    | Italia (bandiera) | D     | Ivo Iaconi               |
|    | Italia (bandiera) | C     | Pasqualino Juvalò        |
|    | Italia (bandiera) | C     | Giuseppe Manari          |

| N. |                   | Ruolo | Calciatore           |
| -- | ----------------- | ----- | -------------------- |
|    | Italia (bandiera) | A     | Filippo Maradonna    |
|    | Italia (bandiera) | C     | Umberto Marzi        |
|    | Italia (bandiera) | C     | Franco Mascitti      |
|    | Italia (bandiera) | A     | Mario Nicolini       |
|    | Italia (bandiera) | D     | Angelo Pagliaccetti  |
|    | Italia (bandiera) | D     | Oris Pazzagli        |
|    | Italia (bandiera) | A     | Massimo Persiani     |
|    | Italia (bandiera) | P     | Fabrizio Pisano      |
|    | Italia (bandiera) | D     | Mauro Sanchi         |
|    | Italia (bandiera) | A     | Oreste Santin        |
|    | Italia (bandiera) | P     | Ugo Tani             |
|    | Italia (bandiera) | C     | Raffaello Vernacchia |

## Risultati

### Campionato

#### Girone di andata
| 23 settembre 1984 1ª giornata | Giulianova | 0 – 1 | Pro Italia Galatina |  |

| 30 settembre 1984 2ª giornata | Fidelis Andria | 0 – 0 | Giulianova |  |

| 7 ottobre 1984 3ª giornata | Giulianova | 1 – 1 | Maceratese |  |

| 14 ottobre 1984 4ª giornata | Brindisi | 0 – 0 | Giulianova |  |

| 21 ottobre 1984 5ª giornata | Giulianova | 1 – 2 | Fano |  |

| 23 ottobre 1984 6ª giornata | Centese | 2 – 2 | Giulianova |  |

| 4 novembre 1984 7ª giornata | Giulianova | 1 – 0 | Teramo |  |

| 11 novembre 1984 8ª giornata | Matera | 2 – 1 | Giulianova |  |

| 13 novembre 1984 9ª giornata | Giulianova | 0 – 0 | Cattolica |  |

| 20 novembre 1984 10ª giornata | Giulianova | 0 – 1 | Forlì |  |

| 2 dicembre 1984 11ª giornata | Cesenatico | 2 – 1 | Giulianova |  |

| 9 dicembre 1984 12ª giornata | Giulianova | 1 – 0 | Foligno |  |

| 16 dicembre 1984 13ª giornata | Fermana | 0 – 1 | Giulianova |  |

| 23 dicembre 1984 14ª giornata | Giulianova | 1 – 2 | Sassuolo |  |

| 6 gennaio 1985 15ª giornata | Civitanovese | 3 – 2 | Giulianova |  |

| 13 gennaio 1985 16ª giornata | Martina | 2 – 0 | Giulianova |  |

| 20 gennaio 1985 17ª giornata | Giulianova | 4 – 0 | Vigor Senigallia |  |

#### Girone di ritorno
| 3 febbraio 1985 18ª giornata | Pro Italia Galatina | 1 – 1 | Giulianova |  |

| 10 febbraio 1985 19ª giornata | Giulianova | 1 – 1 | Fidelis Andria |  |

| 17 febbraio 1985 20ª giornata | Maceratese | 1 – 1 | Giulianova |  |

| 24 febbraio 1985 21ª giornata | Giulianova | 2 – 1 | Brindisi |  |

| 3 marzo 1985 22ª giornata | Fano | 1 – 1 | Giulianova |  |

| 10 marzo 1985 23ª giornata | Giulianova | 2 – 0 | Centese |  |

| 17 marzo 1985 24ª giornata | Teramo | 2 – 1 | Giulianova |  |

| 24 marzo 1985 25ª giornata | Giulianova | 1 – 1 | Matera |  |

| 6 aprile 1985 26ª giornata | Cattolica | 0 – 1 | Giulianova |  |

| 14 aprile 1985 27ª giornata | Forlì | 0 – 0 | Giulianova |  |

| 21 aprile 1985 28ª giornata | Giulianova | 3 – 0 | Cesenatico |  |

| 5 maggio 1985 29ª giornata | Foligno | 1 – 1 | Giulianova |  |

| 12 maggio 1985 30ª giornata | Giulianova | 2 – 0 | Fermana |  |

| 19 maggio 1985 31ª giornata | Sassuolo | 3 – 0 | Giulianova |  |

| 25 maggio 1985 32ª giornata | Giulianova | 1 – 2 | Civitanovese |  |

| 2 giugno 1985 33ª giornata | Giulianova | 1 – 0 | Martina |  |

| 9 giugno 1985 34ª giornata | Vigor Senigallia | 3 – 3 | Giulianova |  |

## Giovanili

### Piazzamenti
- Berretti Nazionali:
  - Campionato: Vince il campionato.